# Pretty Yende
Pretty Yende (Piet Retief, 6 marzo 1985) è un soprano sudafricano.

## Biografia
Studia canto al South African College of Music e poi all'Accademia del Teatro alla Scala, diplomandosi nel 2011. Nel 2009 vince primo premio al Festival dell'opera di Savonlinna, nel 2010 canta nel concerto di chiusura del campionato mondiale di calcio nel natio Sudafrica e fa il suo esordio scaligero come Berenice ne L'occasione fa il ladro. Nel 2011 vince il primo premio all'Operalia di Mosca e canta con Andrea Bocelli nel concerto One Night in Central Park, inciso anche su disco. Sempre nel 2011 è Elvira ne L'italiana in Algeri al Teatro alla Scala, dove torna a cantare la stagione successiva nei ruoli di una sacerdotessa in Aida, Barbarina ne Le nozze di Figaro, Norina in Don Pasquale e Musetta ne La bohème.
Nel 2013 debutta al Metropolitan come Adèle ne Il conte Ory, rimpiazzando Nino Machaidze all'ultimo minuto; nello stesso anno torna a cantare la parte al Theater an der Wien, questa volta sostituendo Cecilia Bartoli. Nel 2014 torna alla Scala, sempre nel ruolo della contessa, ritorna al Metropolitan come Pamina ne Il flauto magico ed esordisce alla Carnegie Hall con un recital.
Nella stagione 2014/2015 esordisce alla Los Angeles Opera nel ruolo della Contessa ne Le nozze di Figaro e all'Opera di Amburgo come Florilla ne Il turco in Italia. Nel 2016 esordisce all'Opéra di Parigi come Rosina ne Il barbiere di Siviglia e Lucia in Lucia di Lammermoor; nello stesso anno incide il suo primo disco da solista, A Journey, premiato con l'International Opera Award l'anno successivo. Nel 2017 fa il suo debutto al Covent Garden come Andina ne L'elisir d'amore.
Durante la stagione 2018/2019 canta al Gran Teatre del Liceu come Elvira ne I Puritani, come Lucia in Lucia di Lammermoor, Marie ne La fille du regiment e Leïla ne I pescatori di perle al Metropolitan, come Norina in Don Pasquale e Teresa in Benvenuto Cellini all'Opéra di Parigi, esordisce nel ruolo di Amina ne La sonnambula all'Opera di Zurigo e torna a cantare come Adina e Lucia alla Bayerische Staatsoper.
Nella stagione 2019/2020 esordisce nel ruolo di Violetta ne La traviata e Manon in Manon, entrambe all'Opéra di Parigi. Nel 2021 debutta al Teatro Massimo di Palermo come Violetta, un ruolo che durante la stagione canta anche al Gran Teatre del Liceu di Barcellona, alla Bayerische Staatsoper e alla Wiener Staatsoper di Vienna, dove aveva esordito pochi mesi prima come Adina ne L'elisir d'amore. Inaugura il 2022 cantando al Concerto di Capodanno di Venezia con Brian Jagde e poi debutta al Teatro San Carlo di Napoli come Violetta ne La traviata di Ferzan Özpetek e vi tiene anche un recital accompagnata da Michele D'Elia; nello stesso anno torna a Vienna ne La Traviata e I puritani, interpreta Pamina ne Il flauto magico all'Opéra di Parigi e canta al Covent Garden come Violetta ne La traviata e Nerina in Don Paquale.
Nel 2023 canta in occasione dell'incoronazione di re Carlo III a Londra, comincia a tenere concerti in Europa insieme a Nadine Sierra e canta come Marie ne La fille du regiment, Amina ne La sonnambula e Manon a Vienna, Micaëla in Carmen a Berlino, Gilda in Rigoletto ad Amburgo e Londra, Antonia ne I racconti di Hoffmann ad Amburgo e a Parigi, dove canta anche come Giulietta in Romeo e Giulietta. Nel 2024 canta come Cleopatra nel Giulio Cesare all'Oper Frankfurt, esordisce come eponima protagonista nella Maria Stuarda a Napoli, è Micaëla in Carmen all'Arena di Verona, Norina in Don Pasquale a Vienna, Antonia ne I racconti di Hoffmann al Metropolitan e tiene recital in Francia; inoltre canta "Amazing Grace" alla cerimonia di riapertura della cattedrale di Notre-Dame.